# 54. Tony-gála
A 54. Tony-gála az 1999/2000-es szezon legjobb Broadway színházi alakításait értékelte. A díjátadót 2000. június 4-én tartották a New York-i Radio City Music Hallban, a műsor házigazdái Rosie O’Donnell és Nathan Lane voltak. A ceremóniát a CBS és az első tíz kategóriáig a PBS televízióadó közvetítette élőben.

## Győztesek és jelöltek
A nyertesek félkövérrel jelölve.
| Legjobb színdarab | Legjobb musical |
| --- | --- |
| - Koppenhága – Michael Frayn - Dirty Blonde – Claudia Shear - Lefelé a hegyről – Arthur Miller - Valódi Vadnyugat – Sam Shepard | - Contact - James Joyce's The Dead - Swing! - The Wild Party |
| Legjobb színdarab újra a színpadon | Legjobb musical újra a színpadon |
| - Ez az igazi - Amadeus - Boldogtalan hold - Alku | - Csókolj meg, Katám! - Jézus Krisztus szupersztár - A muzsikaember - Tango Argentino |
| Legjobb férfi főszereplő színdarabban | Legjobb női főszereplő színdarabban |
| - Stephen Dillane – Ez az igazi (Henry) - Gabriel Byrne – Boldogtalan hold (James Tyrone, Jr.) - Philip Seymour Hoffman – Valódi Vadnyugat (Austin) - John C. Reilly – Valódi Vadnyugat (Lee) - David Suchet – Amadeus (Antonio Salieri)                                      | - Jennifer Ehle – Ez az igazi (Annie) - Jayne Atkinson – Az esőcsináló (Lizzie Curry) - Rosemary Harris – Forgószínpad (May Davenport) - Cherry Jones – Boldogtalan hold (Josie Hogan) - Claudia Shear – Dirty Blonde (Jo/Mae West)                                |
| Legjobb férfi főszereplő musicalben | Legjobb női főszereplő musicalben |
| - Brian Stokes Mitchell – Csókolj meg, Katám! (Fred Graham/Petruchio) - Craig Bierko – A muzsikaember (Harold Hill) - George Hearn – Putting It Together (A férj) - Mandy Patinkin – The Wild Party (Burrs) - Christopher Walken – James Joyce's The Dead (Gabriel Conroy)    | - Heather Headley – Aida (Aida) - Toni Collette – The Wild Party (Queenie) - Rebecca Luker – A muzsikaember (Marian Paroo) - Marin Mazzie – Csókolj meg, Katám! (Lilli Vanessi/Katherine) - Audra McDonald – Marie Christine (Marie Christine L'Adrese)            |
| Legjobb férfi mellékszereplő színdarabban | Legjobb női mellékszereplő színdarabban |
| - Roy Dotrice – Boldogtalan hold (Phil Hogan) - Kevin Chamberlin – Dirty Blonde (További szereplők) - Daniel Davis – Wrong Mountain (Maurice Montesor) - Derek Smith – The Green Bird (Tartaglia) - Bob Stillman – Dirty Blonde (További szereplők)                           | - Blair Brown – Koppenhága (Margrethe Bohr) - Frances Conroy – Lefelé a hegyről (Theo) - Amy Ryan – Ványa bácsi (Sofya Alexandrovna) - Helen Stenborg – Forgószínpad (Sarita Myrtle) - Sarah Woodward – Ez az igazi (Charlotte)                                    |
| Legjobb férfi mellékszereplő musicalben | Legjobb női mellékszereplő musicalben |
| - Boyd Gaines – Contact (Michael Wiley) - Michael Berresse – Csókolj meg, Katám! (Bill Calhoun/Lucentio) - Stephen Spinella – James Joyce's The Dead (Freddy Malins) - Lee Wilkof – Csókolj meg, Katám! (Első csaló) - Michael Mulheren – Csókolj meg, Katám! (Második csaló) | - Karen Ziemba – Contact (A feleség) - Laura Benanti – Swing! (További szereplők) - Ann Hampton Callaway – Swing! (További szereplők) - Eartha Kitt – The Wild Party (Dolores) - Deborah Yates – Contact (Sárga ruhás lány/Gina Minetti)                           |
| Legjobb szövegkönyv musicalben | Legjobb eredeti zene |
| - Richard Nelson – James Joyce's The Dead - John Weidman – Contact - Michael John LaChiusa – Marie Christine - Michael John LaChiusa, George C. Wolfe – The Wild Party | - Aida – Elton John (zene), Tim Rice (dalszöveg) - James Joyce's The Dead – Shaun Davey (zene és dalszöveg), Richard Nelson (dalszöveg) - Marie Christine – Michael John LaChiusa (zene és dalszöveg) - The Wild Party – Michael John LaChiusa (zene és dalszöveg) |
| Legjobb díszlettervezés | Legjobb jelmeztervezés |
| - Bob Crowley – Aida - Thomas Lynch – A muzsikaember - Robin Wagner – Csókolj meg, Katám! - Tony Walton – Ványa bácsi | - Martin Pakledinaz – Csókolj meg, Katám! - Bob Crowley – Aida - Constance Hoffman – The Green Bird - William Ivey Long – A muzsikaember |
| Legjobb látványtervezés | Legjobb zenekar |
| - Natasha Katz – Aida - Jules Fisher, Peggy Eisenhauer – The Wild Party - Jules Fisher, Peggy Eisenhauer – Marie Christine - Peter Kaczorowski – Csókolj meg, Katám! | - Don Sebesky – Csókolj meg, Katám! - Doug Besterman – A muzsikaember - Jonathan Tunick – Marie Christine - Harold Wheeler – Swing! |
| Legjobb színdarabrendező | Legjobb musicalrendező |
| - Michael Blakemore – Koppenhága - James Lapine – Dirty Blonde - David Leveaux – Ez az igazi - Matthew Warchus – Valódi Vadnyugat | - Michael Blakemore – Csókolj meg, Katám! - Susan Stroman – A muzsikaember - Susan Stroman – Contact - Lynne Taylor-Corbett – Swing! |
| Legjobb koreográfia | |
| - Susan Stroman – Contact - Kathleen Marshall – Csókolj meg, Katám! - Susan Stroman – A muzsikaember - Lynne Taylor-Corbett – Swing! | |

### Különdíjak
- A legjobb körzeti színházi esemény: Utah Shakespeare Festival
- Színházi életműdíj: T. Edward Hambleton
- Különdíj élő színházi előadásnak: Dame Edna: "The Royal Tour"
- Tiszteletbeli Tony-díj: Eileen Heckart, Sylvia Herscher, City Center Encores!

## Előadott számok
- Contact (Boyd Gaines, Deborah Yates)
- Csókolj meg, Katám! ("Too Darn Hot")
- Jézus Krisztus szupersztár ("Superstar"/"Gethsemane")
- A muzsikaember ("Seventy-Six Trombones" — Craig Bierko)
- The Wild Party (Mandy Patinkin, Eartha Kitt, Toni Collette)
- Swing! (Ann Hampton Callaway, Laura Benanti)
- James Joyce's The Dead ("Parnell's Plight")[1]

## AContact-vita
A gálán a legjobb musical díját elnyerő Contact című musical kapcsán vitatkozni kezdtek azon, hogy beleillik-e a kategóriába egy olyan táncos musical, amiben nem énekelnek és kevés a dialógus, helyette pedig előre rögzített zeneszámokat használnak. Ennek hatására hozták létre a díj szervezői a legjobb színházi esemény kategóriáját.

## Fordítás
- Ez a szócikk részben vagy egészben  a(z)   54th Tony Awards című angol Wikipédia-szócikk fordításán alapul.  Az eredeti cikk szerkesztőit annak laptörténete sorolja fel. Ez a jelzés csupán a megfogalmazás eredetét és a szerzői jogokat jelzi, nem szolgál a cikkben szereplő információk forrásmegjelöléseként.